# 6399 Harada
6399 Harada este un asteroid din centura principală de asteroizi.

## Descriere
6399 Harada este un asteroid din centura principală de asteroizi. A fost descoperit pe 3 aprilie 1991 la Geisei de Tsutomu Seki. El prezintă o orbită caracterizată de o semiaxă mare de 2,43 ua, o excentricitate de 0,11 și o înclinație de 8,4° în raport cu ecliptica.